# Chishū Ryū
Chishū Ryū (笠智衆?, Ryū Chishū; Kumamoto, 13 maggio 1904 – Yokohama, 16 marzo 1993) è stato un attore giapponese.

## Biografia
Celebre per la lunghissima carriera (sessantaquattro anni di attività) e per aver recitato quasi in tutti i film di Yasujirō Ozu, sebbene risulti accreditato in trentadue dei film del regista. Ha anche preso parte alla serie cinematografica Otoko wa tsurai yo del regista Yōji Yamada interpretando, dal 1969 al 1992 e in trentanove pellicole differenti, sempre il ruolo di un prete buddista. Ha recitato anche in tre film di Akira Kurosawa (I cattivi dormono in pace del 1960, Barbarossa del 1965, e Sogni del 1990) e due di Wim Wenders (Tokyo-Ga del 1985 e Fino alla fine del mondo del 1991).

## Filmografia parziale

### Collaborazioni con Yasujirō Ozu
- 1928 - Nikutaibi
- 1928 - Sogni di gioventù
- 1928 - Hikkoshi fūfu
- 1929 - Giorni di gioventù

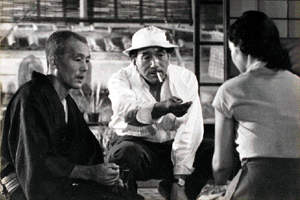
Chishū Ryū (a sinistra) insieme a Yasujirō Ozu (al centro) e Setsuko Hara (di spalle) sul set di Viaggio a Tokyo

- 1930 - Anche se non sono riuscito a laurearmi...
- 1930 - La moglie di quella notte
- 1932 - Sono nato, ma...
- 1932 - Dove sono finiti i sogni di gioventù
- 1933 - Capriccio passeggero
- 1933 - Una donna di Tokyo
- 1934 - Una madre dovrebbe essere amata
- 1934 - Storia di erbe fluttuanti
- 1935 - Una locanda di Tokyo
- 1936 - Figlio unico
- 1936 - L'università è un bel posto
- 1941 - Fratelli e sorelle della famiglia Toda
- 1942 - C'era un padre
- 1947 - Il chi è di un inquilino
- 1948 - Una gallina nel vento
- 1949 - Tarda primavera
- 1950 - Le sorelle Munekata
- 1951 - Il tempo del raccolto del grano
- 1952 - Il sapore del riso al tè verde
- 1953 - Viaggio a Tokyo
- 1956 - Inizio di primavera
- 1957 - Crepuscolo di Tokyo
- 1958 - Fiori d'equinozio
- 1959 - Buon giorno
- 1959 - Erbe fluttuanti
- 1960 - Tardo autunno
- 1961 - L'autunno della famiglia Kohayagawa
- 1962 - Il gusto del sakè

### Collaborazioni con Akira Kurosawa
- 1960 - I cattivi dormono in pace
- 1965 - Barbarossa
- 1990 - Sogni

### Collaborazioni con altri registi
- 1954 - Ventiquattro occhi (regia di Keisuke Kinoshita)
- 1961 - La condizione umana (capitolo La preghiera del soldato) (regia di Masaki Kobayashi)
- 1967 - Il giorno più lungo del Giappone (regia di Kihachi Okamoto)
- 1984 - Ososhiki (regia di Jūzō Itami)
- 1985 - Tokyo-Ga (regia di Wim Wenders)
- 1991 - Fino alla fine del mondo (regia di Wim Wenders)

## Doppiatori italiani
- Sandro Sardone in Sogni
- Pino Locchi in Tarda primavera (doppiaggio tardivo)